# Санчо, Джейдон
Дже́йдон Ма́лик Са́нчо (англ. Jadon Malik Sancho; родился 25 марта 2000, Лондон) — английский футболист, вингер английского клуба «Манчестер Юнайтед» и национальной сборной Англии.
Начинал карьеру в молодёжных командах «Уотфорда» и «Манчестер Сити». Первый профессиональный контракт подписал с дортмундской «Боруссией» в 2017 году. Во втором сезоне в составе немецкой команды Санчо стал регулярным игроком основного состава, а также вошёл в «команду сезона» немецкой Бундеслиги. Перед началом сезона 2019/20 выиграл свой первый трофей в карьере — Суперкубок Германии. Летом 2021 года перешёл в «Манчестер Юнайтед».
В 2017 году в составе сборной Англии до 17 лет Санчо сыграл на чемпионате Европы и чемпионате мира, завоевав на них серебряную и золотую медаль соответственно. В составе главной сборной Англии дебютировал в октябре 2018 года.

## Ранние годы
Джейдон родился в Камберуэлле, районе Лондона, в семье выходцев из Тринидада и Тобаго. В детстве Джейдон болел за лондонский «Челси».
В возрасте семи лет Санчо начал посещать детско-юношескую академию футбольного клуба «Уотфорд». В марте 2015 года 14-летний Джейдон стал игроком футбольной академии «Манчестер Сити». Клуб заплатил за его переход 66 тысяч фунтов стерлингов, которые могли вырасти в будущем до 500 тысяч с учётом бонусов. В мае 2017 года председатель «Манчестер Сити» заявил, что Санчо, наряду с Филом Фоденом и Браимом Диасом, «очень талантливы» и «имеют большие шансы пробиться в основной состав». Однако в июле 2017 года Санчо не был включён в состав «Манчестер Сити» на предсезонное турне из-за отказа подписывать новый контракт с клубом. Затем в прессе появилась информация, что Джейдон бойкотирует тренировки «Сити» и пытается покинуть клуб.

## Клубная карьера

### «Боруссия Дортмунд»
31 августа 2017 года Санчо стал игроком немецкого клуба «Боруссия Дортмунд», получив в команде футболку с номером «7», до этого принадлежавшую Усману Дембеле. Сумма трансфера составила, по разным данным, от 8 до 10 миллионов фунтов.
21 октября 2017 года Джейдон дебютировал в основном составе «Боруссии», выйдя на замену в матче Бундеслиги против «Айнтрахта» (2:2). Санчо стал первым англичанином, сыгравшим за дортмундский клуб. 14 января 2018 года он впервые вышел в стартовом составе немецкой команды в матче против «Вольфсбурга» (завершился безголевой ничьей). Свой первый гол в профессиональной карьере Санчо забил 21 апреля 2018 года в матче против леверкузенского «Байера». Помимо забитого мяча Джейдон также отметился двумя голевыми передачами. В первом сезоне провёл 12 матчей за основную команду и 4 за резервную.
В сезоне 2018/19 Санчо окончательно раскрылся в новой команде. Другой талантливый вингер Кристиан Пулишич не мог поладить с новым главным тренером Льюсьеном Фавром. В итоге опытный специалист стал чаще выпускать англичанина, а тот сходу стал отрабатывать возложенные дивиденды, став лучшим ассистентом команды. В октябре 2018 года Санчо продлил контракт с «Боруссией» до 2022 года. 24 октября Санчо стал первым со времён Дэвида Бекхэма английским игроком, выступавшим не в английской команде и забившим мяч в Лиге чемпионов: это произошло в матче против испанского клуба «Атлетико Мадрид». 27 октября Джейдон сделал своей первый «дубль» в матче против «Герты», став первым игроком, родившимся в 2000-е годы, дважды забившим в одном матче Бундеслиги, а также самым молодым игроком в истории «Боруссии», когда-либо оформлявшим дубль. По итогам октября он был признан лучшим игроком месяца в Бундеслиге, сыграв три матча в лиге, в которых забил три мяча, а также отметился одной результативной передачей.
9 февраля 2019 года после матча против «Хоффенхайма» Джейдон стал самым молодым игроком в истории, забившим восемь голов в Бундеслиге, побив рекорд, ранее принадлежавший Кристиану Вюку. Позднее в том же месяце Санчо побил рекорд Лукаса Подольски, став самым молодым игроком, забившим девять голов в рамках немецкой Бундеслиги; на тот момент ему было 18 лет и 336 дней. 13 апреля Санчо стал самым молодым игроком в истории дортмундской «Боруссии», забившим 10 мячей в одной сезоне немецкого чемпионата. Проведя сезон 2018/19 с высокими показателями результативности (12 голов и 14 голевых передач), по окончании чемпионата Санчо был включён в «команду сезона» немецкой Бундеслиги.
3 августа 2019 года Санчо выиграл Суперкубок Германии, отдав голевую передачу и забив гол в матче против мюнхенской «Баварии», завершившемся со счётом 2:0. Таким образом он выиграл свой первый трофей в карьере. 31 мая 2020 года Санчо сделал первый хет-трик в своей профессиональной карьере в матче Бундеслиги против «Падеборна». Всего в сезоне 2019/20 Санчо забил 17 голов и сделал 16 голевых передач в 32 матчах Бундеслиги.
13 мая 2021 года забил два мяча в ворота «РБ Лейпциг» в финале Кубка Германии, а также отдал голевую передачу на Эрлинга Холанна и помог своей команде завоевать трофей. Всего в сезоне 2020/21 Санчо забил 8 голов и отдал 11 голевых передач в 26 матчах Бундеслиги, а во всех турнирах он забил 16 мячей.

### «Манчестер Юнайтед»
1 июля 2021 года было объявлено о принципиальном соглашении по переходу Санчо в английский клуб «Манчестер Юнайтед». Сумма трансфера составила 73 млн фунтов. 23 июля переход Санчо в «Манчестер Юнайтед» был завершён, игрок подписал с английским клубом контракт до 2026 года. В новом клубе он получил футболку с номером «25». 14 августа 2021 года дебютировал за «Юнайтед» в матче первого тура Премьер-лиги сезона 2021/22 против «Лидс Юнайтед», выйдя на замену Дэниелу Джеймсу. 23 ноября 2021 года забил свой первый гол за «Юнайтед» в матче группового этапа Лиги чемпионов против «Вильярреала». Пять дней спустя в матче против «Челси» Санчо забил свой первый гол в Премьер-лиге и был признан лучшим игроком матча.

### Аренда в «Боруссию Дортмунд»
В январе 2024 года отправился в аренду в клуб «Боруссия Дортмунд» до окончания сезона 2023/24.

### «Челси»
30 августа 2024 года был арендован лондонским «Челси» до конца сезона 2024/25 с обязательством выкупа контракта по окончании аренды. По окончании сезона «Челси» решил не выкупать его контракт, заплатив «Манчестер Юнайтед» штраф в размере 5 млн фунтов за отказ от обязательства.

## Карьера в сборной
В мае 2017 года Санчо в составе сборной Англии до 17 лет принял участие в чемпионате Европы среди игроков до 17 лет. Англичане дошли до финала, проиграв испанцам по пенальти, а Джейдон Санчо был признан лучшим игроком турнира.
В сентябре 2017 года Санчо был вызван в сборную Англии до 17 лет на чемпионат мира. «Боруссия Дортмунд» пыталась наложить запрет на его участие в турнире, но в итоге немецкий клуб достиг соглашения с Футбольной ассоциацией Англии на участие Санчо в первых трёх играх группового этапа. 8 октября 2017 года Санчо забил 2 мяча в первом матче англичан на чемпионате мира в ворота сборной Чили. Три дня спустя он забил с пенальти третий гол англичан в ворота сборной Мексики, обеспечивший его команде победу со счётом 3:2. 16 октября «Боруссия» отозвала Джейдона с турнира, на котором он провёл только матчи группового этапа.
В октябре 2018 года Санчо получил свой первый вызов в основную сборную Англии, став первым игроком английской сборной, рождённым в новом тысячелетии. 12 октября 2018 года дебютировал за сборную в матче против Хорватии, заменив Рахима Стерлинга.
10 сентября 2019 года Санчо забил свой первый гол за главную национальную команду: это произошло в победном матче против сборной Косово на отборочном турнире к чемпионату Европы.
1 июня 2021 года был включён в заявку сборной Англии на Евро-2020. 11 июля 2021 года финальный матч чемпионата Европы против сборной Италии завершился серией послематчевых пенальти. Санчо стал четвёртым исполнителем пенальти в составе англичан, но его одиннадцатиметровый удар отбил вратарь итальянцев Джанлуиджи Доннарумма. В итоге сборная Италии выиграла Евро-2020. После этого Маркус Рашфорд, Джейдон Санчо и Букайо Сака, не забившие пенальти, подверглись расистским оскорблениях в соцсетях.

## Достижения

### Командные достижения
«Боруссия Дортмунд»
- Обладатель Кубка Германии: 2020/21
- Обладатель Суперкубка Германии: 2019[3]

«Манчестер Юнайтед»
- Обладатель Кубка Английской футбольной лиги: 2022/23

«Челси»
- Победитель Лиги конференций УЕФА: 2024/25

Сборная Англии (до 17 лет)
- Победитель чемпионата мира (до 17 лет): 2017[62]
- Серебряный призёр чемпионата Европы (до 17 лет): 2017[63]

Сборная Англии
- Третье место Лиги наций УЕФА: 2018/19[64]
- Серебряный призёр чемпионата Европы: 2020

### Личные достижения
- «Золотой игрок» чемпионата Европы среди игроков до 17 лет: 2017[51]
- Участник символической «команды турнира» на чемпионате Европы среди игроков до 17 лет: 2017[65]
- Игрок месяца в немецкой Бундеслиге: октябрь 2018[31], февраль 2020[66]
- Гол месяца в Бундеслиге: февраль 2019[67]
- Участник символической «команды сезона» в немецкой Бундеслиге: 2018/19[2]
- Лучший бомбардир Кубка Германии: 2020/21[68]

## Статистика выступлений

### Клубная статистика
Данные обновлены по состоянию на 1 мая 2025 года
| Клуб                       | Сезон            | Лига | Лига | Кубок страны | Кубок страны | Кубок лиги | Кубок лиги | Еврокубки | Еврокубки | Прочие | Прочие | Итого | Итого |
| Клуб                       | Сезон            | Игры | Голы | Игры         | Голы         | Игры       | Голы       | Игры      | Голы      | Игры   | Голы   | Игры  | Голы  |
| -------------------------- | ---------------- | ---- | ---- | ------------ | ------------ | ---------- | ---------- | --------- | --------- | ------ | ------ | ----- | ----- |
| Боруссия Дортмунд II       | 2017/18          | 3    | 0    | —            | —            | —          | —          | —         | —         | —      | —      | 3     | 0     |
| Боруссия Дортмунд II       | Итого            | 3    | 0    | 0            | 0            | 0          | 0          | 0         | 0         | 0      | 0      | 3     | 0     |
| Боруссия Дортмунд          | 2017/18          | 12   | 1    | 0            | 0            | —          | —          | 0         | 0         | —      | —      | 12    | 1     |
| Боруссия Дортмунд          | 2018/19          | 34   | 12   | 2            | 0            | —          | —          | 7         | 1         | —      | —      | 43    | 13    |
| Боруссия Дортмунд          | 2019/20          | 32   | 17   | 3            | 0            | —          | —          | 8         | 2         | 1      | 1      | 44    | 20    |
| Боруссия Дортмунд          | 2020/21          | 26   | 8    | 6            | 6            | —          | —          | 6         | 2         | —      | —      | 38    | 16    |
| Боруссия Дортмунд          | Итого            | 104  | 38   | 11           | 6            | 0          | 0          | 21        | 5         | 1      | 1      | 137   | 50    |
| Манчестер Юнайтед          | 2021/22          | 29   | 3    | 1            | 1            | 1          | 0          | 7         | 1         | —      | —      | 38    | 5     |
| Манчестер Юнайтед          | 2022/23          | 26   | 6    | 3            | 0            | 2          | 0          | 10        | 1         | —      | —      | 41    | 7     |
| Манчестер Юнайтед          | 2023/24          | 3    | 0    | 0            | 0            | 0          | 0          | 0         | 0         | —      | —      | 3     | 0     |
| Манчестер Юнайтед          | 2024/25          | 0    | 0    | 0            | 0            | 0          | 0          | 0         | 0         | 1      | 0      | 1     | 0     |
| Манчестер Юнайтед          | Итого            | 58   | 9    | 3            | 1            | 3          | 0          | 17        | 2         | 1      | 0      | 83    | 12    |
| Боруссия Дортмунд (аренда) | 2023/24          | 14   | 2    | 0            | 0            | —          | —          | 7         | 1         | —      | —      | 21    | 3     |
| Боруссия Дортмунд (аренда) | Итого            | 14   | 2    | 0            | 0            | 0          | 0          | 7         | 1         | 0      | 0      | 21    | 3     |
| Челси (аренда)             | 2024/25          | 28   | 3    | 2            | 0            | —          | —          | 6         | 1         | —      | —      | 36    | 4     |
| Челси (аренда)             | Итого            | 28   | 3    | 2            | 0            | 0          | 0          | 6         | 1         | 0      | 0      | 36    | 4     |
| Всего за карьеру           | Всего за карьеру | 207  | 52   | 16           | 7            | 3          | 0          | 51        | 9         | 2      | 1      | 279   | 69    |

### Матчи Джейдона Санчо за сборную Англии
Данные приведены по состоянию на 9 октября 2021 года
| Матчи Джейдона Санчо за сборную Англии | Матчи Джейдона Санчо за сборную Англии | Матчи Джейдона Санчо за сборную Англии | Матчи Джейдона Санчо за сборную Англии | Матчи Джейдона Санчо за сборную Англии | Матчи Джейдона Санчо за сборную Англии | Матчи Джейдона Санчо за сборную Англии    |
| №                                      | Дата                                   | Место проведения                       | Соперник                               | Счёт                                   | Голы Санчо                             | Соревнование                              |
| -------------------------------------- | -------------------------------------- | -------------------------------------- | -------------------------------------- | -------------------------------------- | -------------------------------------- | ----------------------------------------- |
| 1                                      | 12 октября 2018                        | «Руевица», Риека                       | Хорватия                               | 0:0                                    |                                        | Лига наций УЕФА 2018/19. Лига A           |
| 2                                      | 15 ноября 2018                         | «Уэмбли», Лондон                       | США                                    | 3:0                                    |                                        | Товарищеский матч                         |
| 3                                      | 18 ноября 2018                         | «Уэмбли», Лондон                       | Хорватия                               | 2:1                                    |                                        | Лига наций УЕФА 2018/19. Лига A           |
| 4                                      | 22 марта 2019                          | «Уэмбли», Лондон                       | Чехия                                  | 5:0                                    |                                        | Отборочный матч Евро-2020                 |
| 5                                      | 6 июня 2019                            | «Афонсу Энрикиш», Гимарайнш            | Нидерланды                             | 1:3                                    |                                        | Лига наций УЕФА 2018/19. Финальная стадия |
| 6                                      | 9 июня 2019                            | «Афонсу Энрикиш», Гимарайнш            | Швейцария                              | 0:0 (пен. 6:5)                         |                                        | Лига наций УЕФА 2018/19. Финальная стадия |
| 7                                      | 7 сентября 2019                        | «Уэмбли», Лондон                       | Болгария                               | 4:0                                    |                                        | Отборочный матч Евро-2020                 |
| 8                                      | 10 сентября 2019                       | «Сент-Мэрис», Саутгемптон              | Косово                                 | 5:3                                    | 44′ 45+1′                              | Отборочный матч Евро-2020                 |
| 9                                      | 11 октября 2019                        | «Синобо Стэдиум», Прага                | Чехия                                  | 1:2                                    |                                        | Отборочный матч Евро-2020                 |
| 10                                     | 14 октября 2019                        | «Васил Левски», София                  | Болгария                               | 6:0                                    |                                        | Отборочный матч Евро-2020                 |
| 11                                     | 14 ноября 2019                         | «Уэмбли», Лондон                       | Черногория                             | 7:0                                    |                                        | Отборочный матч Евро-2020                 |
| 12                                     | 5 сентября 2020                        | «Лаугардалсвёллур», Рейкьявик          | Исландия                               | 1:0                                    |                                        | Лига наций УЕФА 2020/21. Групповой этап   |
| 13                                     | 8 сентября 2020                        | «Паркен», Копенгаген                   | Дания                                  | 0:0                                    |                                        | Лига наций УЕФА 2020/21. Групповой этап   |
| 14                                     | 11 октября 2020                        | «Уэмбли», Лондон                       | Бельгия                                | 2:1                                    |                                        | Лига наций УЕФА 2020/21. Групповой этап   |
| 15                                     | 14 октября 2020                        | «Уэмбли», Лондон                       | Дания                                  | 0:1                                    |                                        | Лига наций УЕФА 2020/21. Групповой этап   |
| 16                                     | 12 ноября 2020                         | «Уэмбли», Лондон                       | Ирландия                               | 3:0                                    | 31′                                    | Товарищеский матч                         |
| 17                                     | 15 ноября 2020                         | «Ден Дреф», Лёвен                      | Бельгия                                | 0:2                                    |                                        | Лига наций УЕФА 2020/21. Групповой этап   |
| 18                                     | 18 ноября 2020                         | «Уэмбли», Лондон                       | Исландия                               | 4:0                                    |                                        | Лига наций УЕФА 2020/21. Групповой этап   |
| 19                                     | 6 июня 2021                            | «Риверсайд», Мидлсбро                  | Румыния                                | 1:0                                    |                                        | Товарищеский матч                         |
| 20                                     | 22 июня 2021                           | «Уэмбли», Лондон                       | Чехия                                  | 1:0                                    |                                        | Евро-2020. Групповой этап                 |
| 21                                     | 3 июля 2021                            | «Олимпийский стадион», Рим             | Украина                                | 4:0                                    |                                        | Евро-2020. 1/4 финала                     |
| 22                                     | 11 июля 2021                           | «Уэмбли», Лондон                       | Италия                                 | 1:1 (пен. 2:3)                         |                                        | Евро-2020. Финал                          |
| 23                                     | 9 октября 2021                         | «Эстади Насьональ», Андорра-ла-Велья   | Андорра                                | 5:0                                    |                                        | Отборочный матч ЧМ-2022                   |

Итого: 23 матча / 3 гола; 15 побед, 4 ничьи, 4 поражения.